# وادي قاديشا

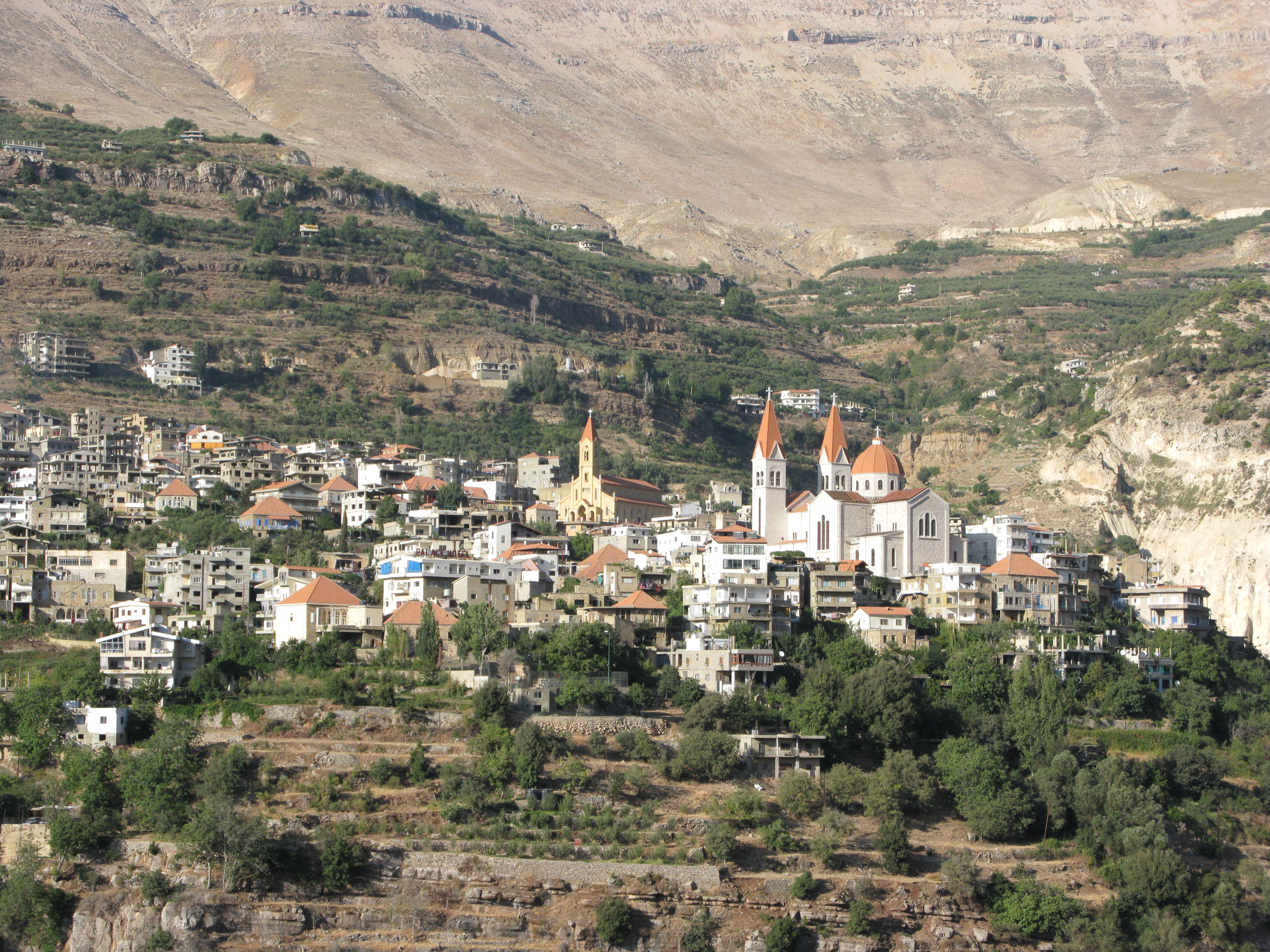
بشري

وادي قاديشا، هو مضيق جبلي يقع داخل قضائي بشري وزغرتا في محافظة الشمال اللبنانية. نحت نهر قاديشا الوادي، وهو الذي يصب في طرابلس. قاديشا تعني «مقدس» باللغة الآرامية، ويطلق على الوادي أحيانًا اسم الوادي المقدس. كان الوادي يؤوي المجتمعات الرهبانية المسيحية لعدة قرون وما زال. يقع الوادي عند سفح القرنة السوداء و يقسم الوادي ثلاثة أقسام وادي قاديشا يقع في خراج بلدة حدشيت التي هي عاصمة الوادي المقدس وادي قنوبين في بلدة قنوبين و وادي قزحيا ضمن نطاق بلدة اهدن  شمال لبنان.
. على الرغم من عدم إدراجها على قائمة اليونسكو «في خطر»  إلا أنه كانت هناك تحذيرات من أن استمرار الانتهاكات قد يؤدي إلى هذه الخطوة.

## جغرافية
النهر المقدس، نهر قاديشا، يمر عبر الوادي لطول 35 كم من منبعه في مغارة على مسافة قصيرة أسفل غابة أرز الرب.  جوانب الوادي عبارة عن منحدرات شديدة الانحدار تحتوي على العديد من الكهوف، وغالبًا ما يزيد ارتفاعها عن 1000 متر ويصعب الوصول إليها جميعًا. يمتد الجزء الأكثر جمالًا من الوادي لحوالي 20 كم بين بشري، مسقط رأس جبران خليل جبران، وطورزا.

### أرز الرب
يقع وادي قاديشا بالقرب من غابة أرز الرب، غابة شجر الأرز الناجين من أرز لبنان القديم، أغلى مواد البناء في العالم القديم. يقال إن الغابة تحتوي على 375 شجرة فردية، اثنتان منها يزيد عمرها عن 3000 عام، عشرة يزيد عمرها عن 1000 عام، والباقي عمرها قرون على الأقل. تم وصف أرز لبنان (Cedrus Libani) في الأعمال القديمة في علم النبات على أنه أقدم شجرة في العالم. وفي العصور القديمة قد أُعجب بها الإسرائيليون، الذين أحضروها إلى أرضهم لبناء الهيكلين الأول والثاني في أورشليم. تشير المصادر التاريخية إلى أن غابات الأرز الشهيرة بدأت تختفي في زمن جستنيان في القرن 6.

## تاريخ

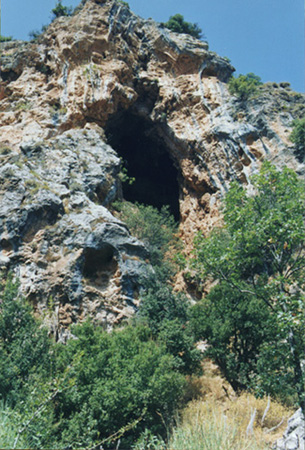
أحد الكهوف في وادي قاديشا.

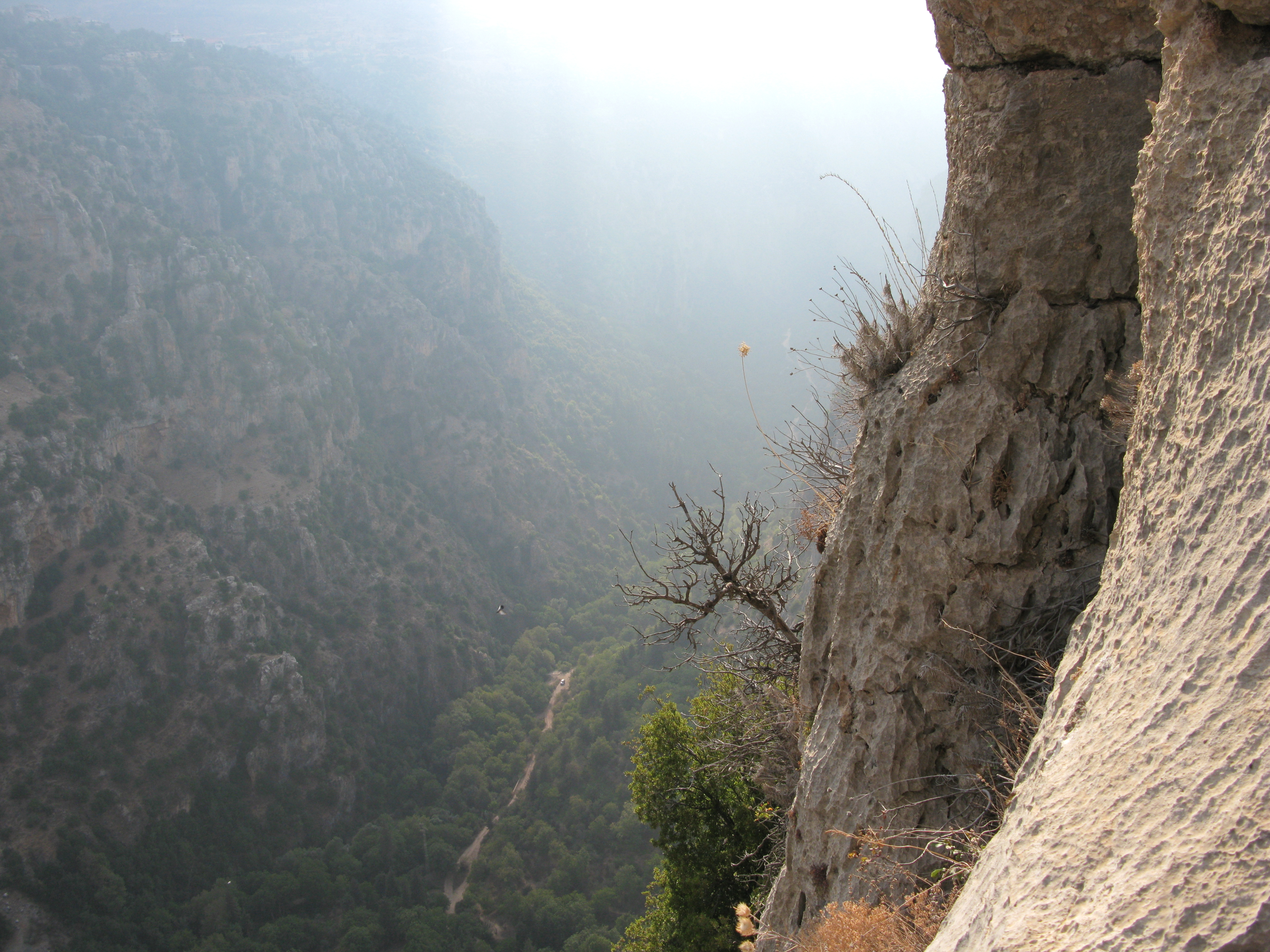
منحدرات حدشيت والكهوف.

تم استخدام العديد من الكهوف الطبيعية في وادي قاديشا كملاجئ ودفن تعود إلى العصر الحجري القديم. أسفر عاصي حوقا (الكهف) على وجه الخصوص، بالقرب من حوقا، عن عناصر أثرية تشير إلى فترات استخدام العصر الحجري القديم، الروماني، والعصور الوسطى. منذ القرون الأولى للمسيحية، كان الوادي المقدس بمثابة ملجأ لمن يبحثون عن العزلة. يعتقد المؤرخون أن وادي قاديشا كان به مجتمعات رهبانية بشكل مستمر منذ السنوات الأولى للمسيحية، وبعض المسيحيين من غير كنائس الذين زاروها أيضًا للتأمل والعزلة.
وجدت المجتمعات المسيحية المبكرة الفارين من الاضطهاد ملاذًا في قاديشا. ومن بين هذه المجموعات الأقليات الآراميين اليعاقبة (السريان الأرثوذكس)، الملكيين الكاثوليك، الآراميين الشرقيين، الأرمنيين، وحتى الإثيوبيين. لكن الموارنة هم الجماعة المسيحية القومية السائدة في الوادي؛ والعديد من تلك الأقليات المسيحية المقبلة عندهم، قد انضموا لكنيستهم وتنسكوا عندهم في الوادي. منذ أواخر القرن 6، هرب الموارنة إلى الوادي من مناطق استيطانهم الأصلية في المشرق. في ذلك الوقت، كانوا يخشون اضطهاد السريان الأرثوذكس الآراميين (اليعاقبة)، الذين كانوا غير-خلقيدونيين، والذين اضطهدوا الموارنة الخلقيدونيين، ومن الهجمات والغزوات الإسلامية القادمة من عربية. اشتد الاستيطان الماروني في القرن 9 بعد هدم دير مار مارون العاصي. أقام الرهبان الموارنة مركزهم الجديد في قنوبين، في قلب قاديشا، وسرعان ما انتشرت الأديرة فوق التلال المحيطة.  جمع السكن الماروني المبكر في الوادي بين الحياة المجتمعية والنسكية، التي تجسد روحانية كنيستهم الأنطاكية-السريانية التي تعمل على الجوانب التبشيرية-الرسولية، النسكية-الانعزالية، والولاء النهائي للكنيسة.
قاد السلاطين المملوكيان بيبرس وقلاون حملات في عامي 1268 و 1283، على التوالي، ضد الحصون-الكهوف، الأديرة، والقرى المجاورة. على الرغم من هذه الاعتداءات، كان قد قُرر أن يصبح دير قنوبين مقر البطريرك الماروني في القرن 15 وبقي كذلك لمدة 500 عام. في القرن 17، اشتهر الرهبان الموارنة بالتقوى لدرجة أن العديد من الشعراء، المؤرخين، الجغرافيين، السياسيين، ورجال الدين الأوروپيين زاروا الوادي واستقروا فيه. تأسست أول مطبعة في الشرق الأوسط عام 1585 في دير قزحيا بوادي قاديشا، وفي عام 1610 طبعت كتابها الأول كتاب المزامير باللغة السريانية. استخدمت الأحرف السريانية. كما كانت هذه المطبعة أول من طبعت اللغة العربية في تاريخ البشرية؛ والعديد من أشكال خطوط الطباعة العربية اليوم مستوحاة من أسس أشكال الخطوط لتلك المطبعة المارونية.

### مومياوات قاديشا
اكتشف فادي بارودي، پيار أبي عون، پول قهوجي، وأنطوان غوش ثمانية مومياوات طبيعية محفوظة جيدًا للقرويين الموارنة يعود تاريخها إلى حوالي عام 1283، وهم فريق من علماء الكهوف  من منظمة GERSL العلمية في وادي قاديشا بين عامي 1989 و 1991. عُثِر عليها في كهف عاصي الحدث مع مجموعة كبيرة من القطع الأثرية.

### موقع التراث العالمي
في عام 1998، أضافت اليونسكو الوادي إلى قائمة مواقع التراث العالمي بسبب أهميته كموقع لبعض أقدم المستوطنات الرهبانية المسيحية في العالم، وهو مثال مستمر على الإيمان المسيحي. 

## الترهب المسيحي

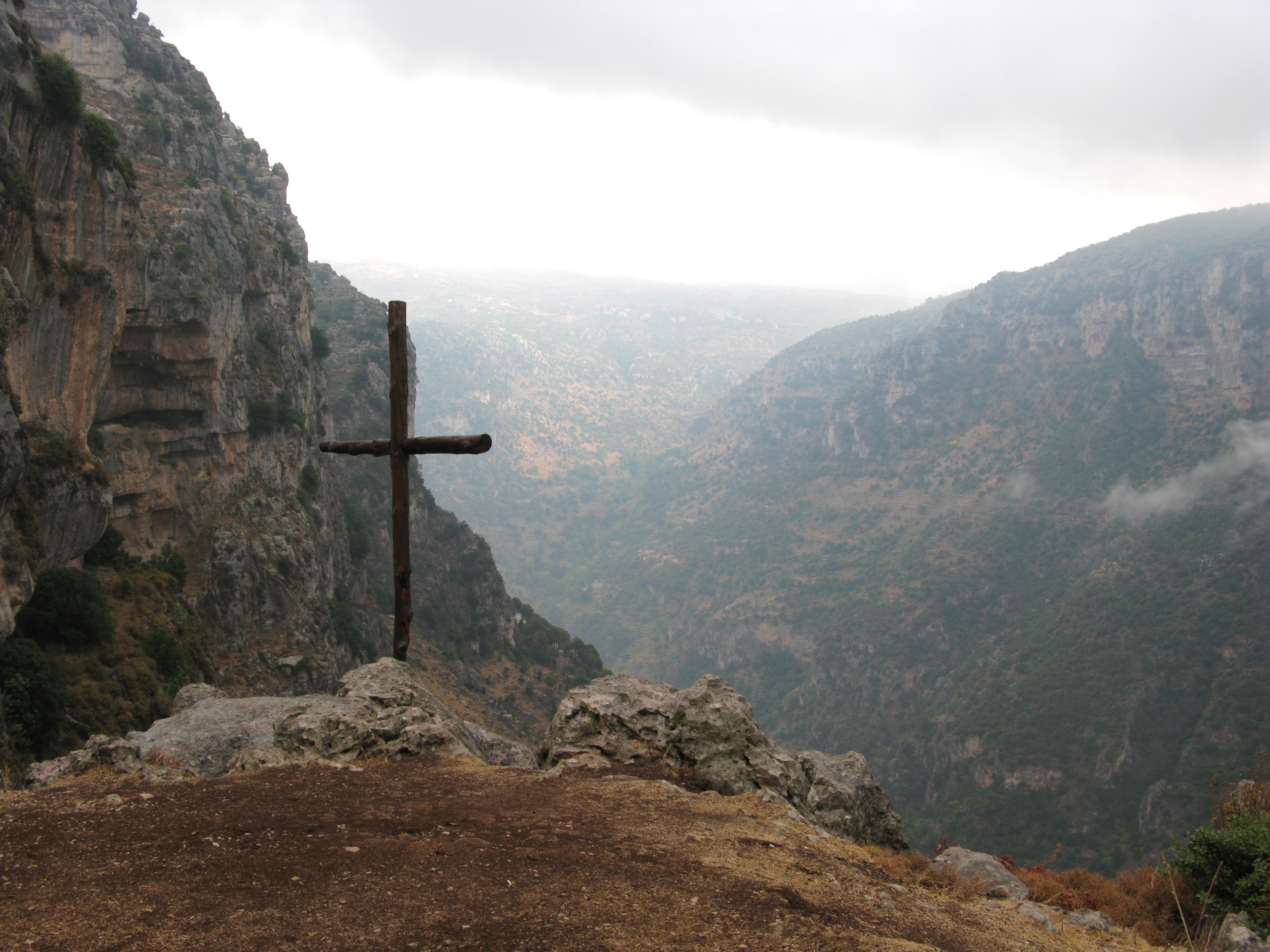
صليب قرب دير مار أنطونيوس - قزحيا

الوادي المقدس، وادي قاديشا، هو موقع لبعض أقدم المجتمعات الرهبانية المسيحية في الشرق الأوسط. كانت الكهوف الطبيعية في الوادي غير مريحة ومبعثرة ويصعب الوصول إليها، وفرت للرهبان والنساك ظروفًا معزولة وغير مضيافة بما يكفي ليعيشوا حالات العزلة، التأمل، والتفاني المسيحية. تم تكييف العديد من الكهوف والمخلّفات في جوانب الجرف لتعمل كمساكن فردية (زنزانات ومناسك)، كنائس صغيرة، أديرة، وتم نحت هذه المباني بشكل أكبر من وجوه الجرف في الوادي. يحتوي بعضها على مساحات داخلية مغطاة بلوحات جدارية وواجهات. حول الكهوف توجد حقول متدرجة صنعها النساك لزراعة الحبوب، العنب، والزيتون. يتم ذكر الوادي المقدس، وادي قاديشا، في العديد من الفقرات الكتابية والتراتيل الليتورجية المارونية، وبالأخص داخل «صلاة الفرض المارونية» كما في «الشحيمة» المارونية، التي يلتزم بصلاتها الكهنة، الرهبان، الراهبات، والموارنة العالميين الملتزمين؛ اذ يذكر الموارنة الوادي، أرزه، ولبنان في صلاتهم الليتورجية أين ما كانوا في كل أنحاء العالم.
بينما توجد العديد من الأديرة في الوادي المقدس، إلا أن هناك العديد من المجمعات الرهبانية الرئيسية:

### دير قنوبين
يقع دير قنوبين في الجهة الشمالية الشرقية من وادي قاديشا. هو أقدم الأديرة المارونية. على الرغم من أن تأسيسها يُنسب غالبًا إلى الإمبراطور ثيودوسيوس الكبير عام 375، فمن المرجح أن يكون قد أنشأها تلميذ للقديس ثيودوسيوس السنوبي. في الغالب يتم قطعه في جانب منحدر صخري - أنفاق رهبانية، كنيسة، دير، وأماكن إقامة للرحالة.
كان الدير في السابق أيام الإضطهاد، مركز الكرسي البطريركي الماروني.

### دير مار انطونيوس قزحيا

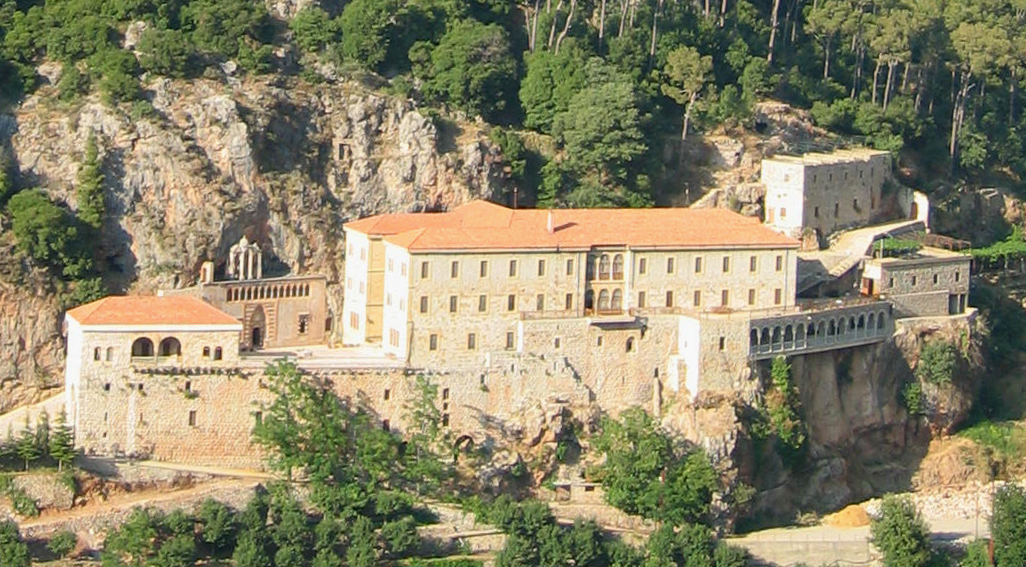
دير قزحيا - تموز 2003

يقع دير قزحيا (دير مار أنطونيوس قزحيا) على الجهة المقابلة من قاديشا من دير قنوبين. يعود تأسيسه إلى القرن 4 على يد القديس هيلاريوس، تكريماً للمبشر المصري، القديس أنطونيوس الكبير، على الرغم من أن أقدم السجلات الوثائقية تعود إلى حوالي القرن 9. تم تدميره في القرن 16 ولكن سرعان ما تم ترميمه. يتألف من جناح ممر، قاعة اجتماعات، كنيسة صغيرة، مع طاحونة وعدد من المنساك المقطوعة في الصخر القريب.
يعد الدير أيضًا موطنًا لأول مطبعة في الشرق الأوسط تم اختراعها عام 1610. كان أول كتاب مطبوع عبارة عن كتاب المزامير ثنائي اللغة في ورقة صغيرة تتكون من 260 صفحة. المزامير مرتبة في عمودين، على اليمين النص باللغة السريانية وعلى اليسار باللغة العربية، ولكن العربية مكتوبة بالحروف السريانية المعروفة بالكرشوني. 

### دير سيدة حوقا
تقع سيدة حوقا على ارتفاع 1150 م بين ديري قنوبين وقزحيا، عند قاعدة كهف ضخم. تأسس في أواخر القرن 13 من قبل قرويين من حوقا. يبدو أن المحبسة كانت موجودة على منصة واسعة في المستوى المتوسط، حيث يوجد خزان مياه تغذيه القنوات. الطابق العلوي، الذي لا يمكن الوصول إليه إلا عن طريق الأدراج، عبارة عن كهف يبلغ طوله حوالي 47 مترًا، حيث تشير ثروة فخار العصور الوسطى ورؤوس الأسهم التي عُثِر عليها إلى استخدامه كملجأ. كما عُثِر على آثار التحصينات في عاصي حوقا (كهف) على ارتفاع 1170 م. تظهر الاكتشافات الأثرية أن هذا الكهف كان قيد الاستخدام في العصر الحجري القديم، الروماني، والعصور الوسطى.

### دير مار سركيس

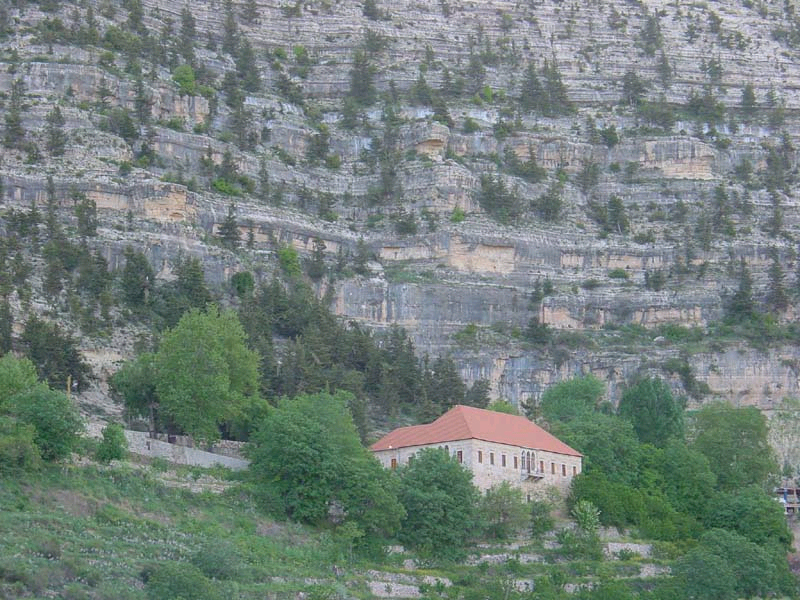
دير القديسين سركيس وباخوس، اهدن

دير مار سركيس، ويسمى أيضا رأس نهر، ويطل على إهدن، كفرصغاب، بان، وحدث الجبة. نظرًا لموقعه الاستثنائي المطل على الوادي على ارتفاع 1500 متر، يُطلق على الدير اسم عين قاديشا الساهرة. وهو مخصص للقديسين سركيس وباخوس (القديسين سرجيوس وباكوس). يُقصد باسم رأس النهر الجزء العلوي من النهر حيث يقع بالقرب من منبع مار سركيس، المساهم الرئيسي في نهر القلينسية الذي ينضم إلى نهر قاديشا في الوادي.
تم بناء أول كنيسة للقديسين سركيس وباخوس في منتصف القرن 8 على أنقاض معبد كنعاني مخصص لإله الزراعة. وبجانبها شُيدت كنيسة أخرى مخصصة للسيدة العذراء في عام 1198، وأضيفت العديد من المباني من عام 1404 حتى عام 1690، عندما قام البطريرك إسطفان الدويهي  بترميم جزء من المباني.

### دير مار أليشع

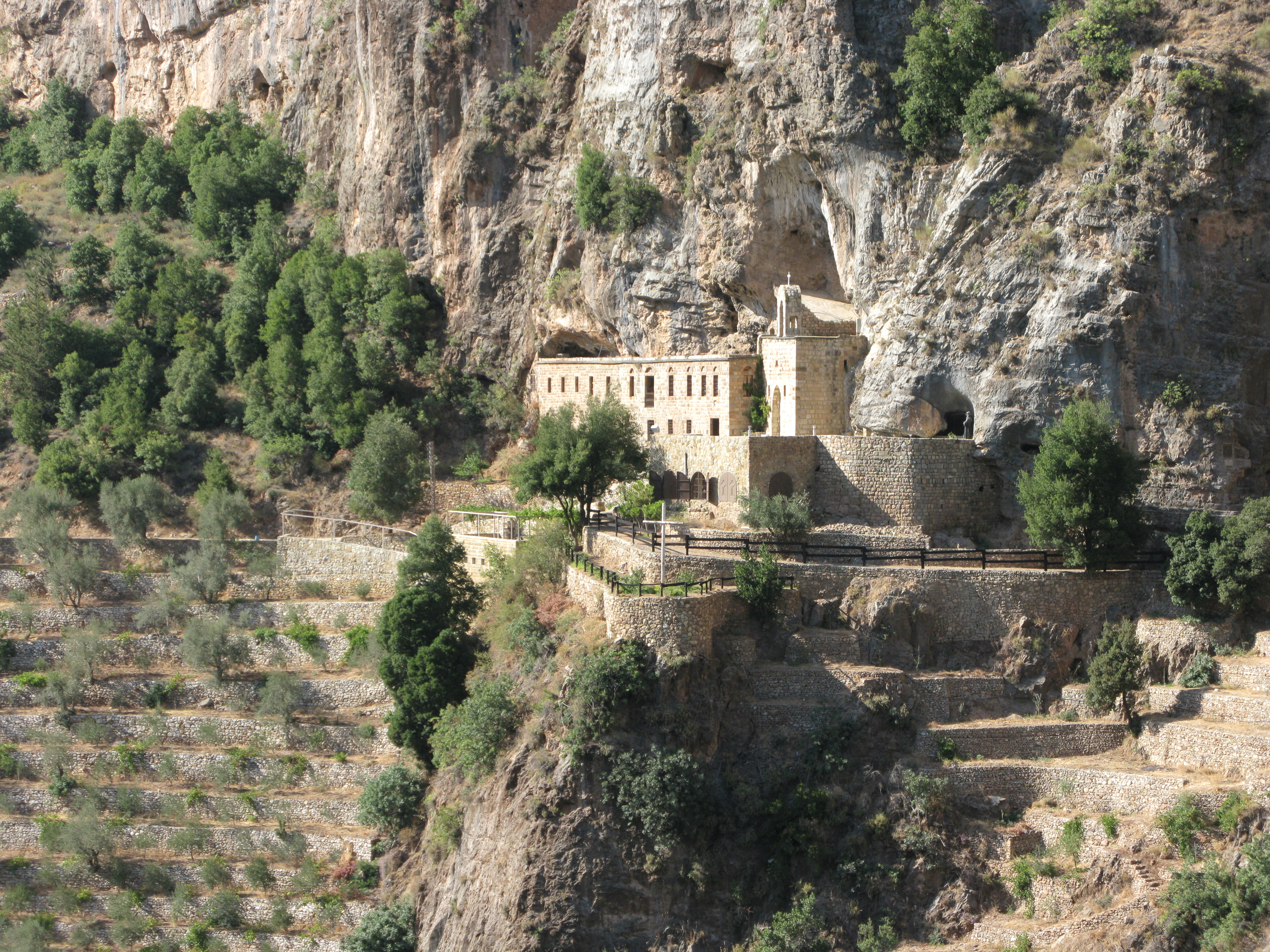
يقع دير مار أليشع على الجرف.

دير مار أليشع، ذُكر لأول مرة في القرن 14، ويشارك من قبل اثنين من المجتمعات، الرهبنة المارونية المتوحدة ورهبنة الكرمليين الحفاة. يتكون من ثلاث أو أربع زنزانات صغيرة، قاعة طعام، وبعض المكاتب؛ تضم الكنيسة الجماعية أربع كنائس صغيرة مقطوعة في وجه الصخر.

### أديرة أخرى
المؤسسات الرهبانية التاريخية الأخرى في قاديشا هي دير مار جرجس، مع مصلى مار شليطا، دير مار يوحنا، دير مار أبون، دير مار سركيس، ودير مارت مورا، إهدن وغيرها.
وهناك مجموعة أخرى من الأديرة في وادي حدشيت المجاور (وادي حولات). أسسها رهبان الكنيسة الإثيوپية من طائفة مونوفيزيت طردوا من مدينة إهدن المجاورة واحتلوها قبل أن تنتشر مجتمعاتهم في أماكن أخرى. وهي تشمل مجمعات دير الصليب ومار أنطونيوس ومار سمعان ومار آسيا، إلى جانب الكنائس المعزولة في مار بوحنه ومار شمونة.

## المدن، القرى، والأديرة
- في قضاء بشري

بشري، ديمان، بان، طورزا، حصرون، بزعون، بقرقاشا، بقعكفرا، بريسات، حدشيت، بلوزا، الحدث، دير قنوبين، دير حوقا
- في قضاء زغرتا

عربة قزحيا، إهدن، كفرصغاب، حوقا، عينطورين، سرعل، فراديس، مزرعة النهر، دير مار أنطونيوس قزحيا، دير مار سركيس رأس النهر

## روابط خارجية
- Qadisha.org
- لبنان الوجهة: قاديشا (يتضمن كتيبًا به معرض للصور وخريطة)
- دير مار انطونيوس قزحيا الماروني
- محمية حرش اهدن الطبيعية
- بلدية زغرتا اهدن
- موقع غير رسمي عن زغرتا واهدن
- موقع غير رسمي عن بشري
- وادي قنوبين، وادي قاديشا 360 درجة
- شجرة عائلة اهدن